# Staré Čívice
Staré Čívice (původně jen Čívice, německy Alt Cziwitz, v letech 1939–45 Alt Tschiwitz) jsou částí městského obvodu Pardubice VI, součástí města Pardubice se obec stala 30. dubna 1976 a k 1. lednu 2008 měly cca 900 obyvatel. Nejstarší zmínka o obci je z 29. dubna 1264, kdy byl držitelem obce olomoucký biskup Bruno. Na konci 19. století se jako její osada uváděly i Nové Čívice. Rozkládají se na západním okraji města Pardubice při silnici na Přelouč, která po celé délce je Přeloučskou ulicí.

## Historie
Rozdělením panského dvora roku 1849 na západě Čívic vznikla ves Nové Čívice. Původní ves nazvána Staré Čívice s ní časem splynula a jméno Nové Čívice bylo zapomenuto. Bývalé majitele čívického panství připomínají: Dubánkova ul. rod Dubánků, Chotkova ul. hrabata Chotky, obě na východě Čivic. Kokešova ulice ve středu Čivic připomíná Emanuela Kokeše. Na počest významných rodáků, bratrů Emanuela Vašáka (1818-1891) a Josefa Vašáka (1808-1875) byla pojmenována Vašákova ul. ve středu Čívic. V lese asi 800 m severně od zámečku je dub letní zvaný Antonín obvod do 450 cm, výška 12 m, staří 400 let.

## Tvrziště

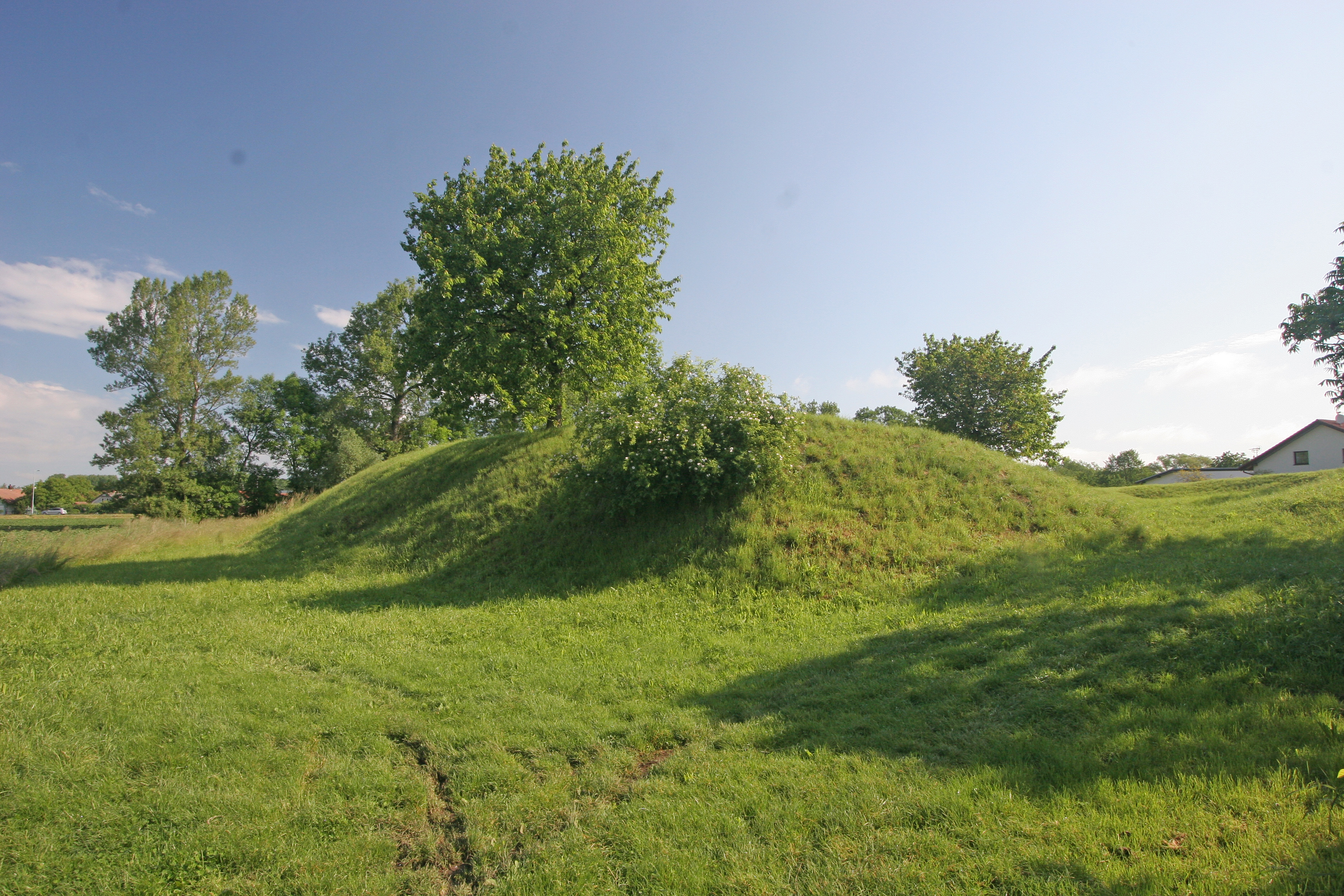
Archeologické stopy tvrziště (Staré Čívice)

Na západním okraji vsi jsou terénní zbytky vodní tvrze Dubánků z Čijevic (tvrziště Na valech) s akropolí a mohutnými valy z konce 14. století, zaniklé po roce 1591 v důsledku sloučení statku s pardubickým panstvím. Tvrz zde vznikla nejspíše ve 14. století. K roku 1398 se po Čívicích píše Hereš. Roku 1404 je připomínán Frencl z Popovce, roku 1451 Dubánek z Duban a Čijevic. Vilém Dubánec z Čívic, straník krále Jiřího z Poděbrad, padl při obléhání hradu Konopiště v roku 1468. Vnitřní těleso tvrziště, vyhrazené dnes již zaniklé obytné zástavbě, obklopují mohutné valy jako pozůstatek vnějšího opevnění, k jehož vybudování posloužil materiál vytěžený z okružního příkopu. Tvržiště měří v průměru 25 m, jeho valy dosahují výšky 4–5 m a u paty jsou široké až 12 m. Blízká vodoteč bývala pravděpodobně využita jako vodní zdroj, ze kterého mohl být napájen zaniklý vodní příkop tvrze. Je to doklad poměrně rozlehlého, ve své době důležitého šlechtického sídla. Je evidován v Památkovém katalogu Národního památkového ústavu jako kulturní památka pod katalogovým číslem 1000158441.

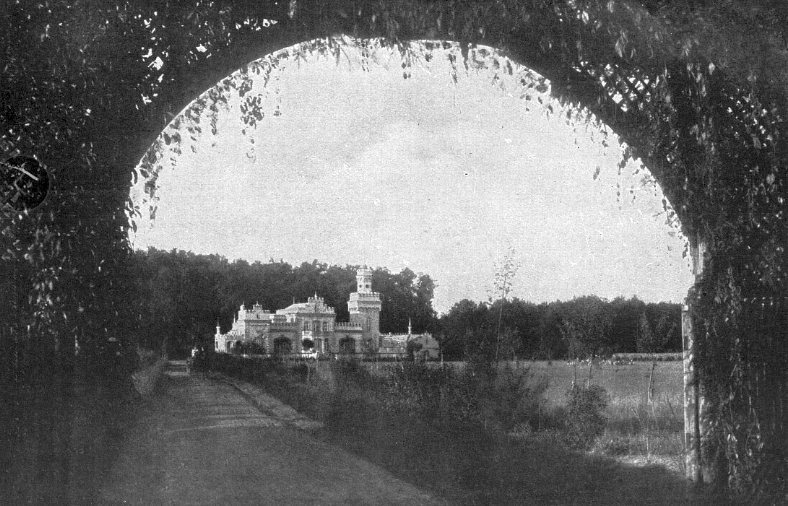
Zámeček Staré Čívice (1923)

## Zámeček
Melioraci na dříve zabahněných pozemcích čívického velkostatku provedl před rokem 1916 známý meliorant Emanuel Kokeš, statkář, zemědělský podnikatel, poslanec Českého zemského sněmu (1901-1913) a podporovatel veřejných i soukromých meliorací v Čechách. To umožnilo postavit v roce 1916 na těchto pozemcích zámeček v novogotickém stylu. Je situován na rozhraní rozlehlého anglického parku a lesní obory s daňky. Jedná se o patrovou budovu s členitým přízemím a vysokou věží. Provedenou rekonstrukcí po roce 1989 bylo venkovské sídlo proměněno v rodinný resort SIESTA s hotelem a restaurací, kde se - mimo možnosti ubytování - pořádají nejrůznější rauty, svatby a hostiny. V areálu resortu je letní bistro ve stylu amerických 50. let bistro FIFTIE´S. Zámeček je veřejnosti nepřístupný. Na jaře 2020 provedena postupná revitalizace zázemí tenisových kurtů.
Emanuel Kokeš (1862-1932) roku 1909 zakoupil od hraběte W. Chotka velkostatek Čívice, postavil čívický zámeček a roku 1930 založil v lesích při přeloučské silnici továrnu na zpracování zemědělských produktů. Po Emanuelu Kokešovi se tato lokalita nazývá Kokešov. Na jeho památku je ve středu Starých Čívic Kokešova ulice.

## Průmysl
V obci se nachází městská průmyslová zóna, kde je zaměstnáno přes 2200 lidí. V průmyslové zóně se nacházejí výrobní závody:
- Panasonic Automotive Czech – první velký zahraniční investor v průmyslové zóně, v současné době se připravuje přístavba velké skladové haly.
- Kyb Manufacturing Czech – výroba tlumičů pro automobily
- JTEKT, dříve Toyoda – výroba přesných mechanických dílů do převodovek osobních automobilů.
- Ronal – výroba litých kol pro automobily

Sídlí zde i vývojové centrum a podnikatelský inkubátor – TechnoPark. 

## Významní rodáci
- Jan Kolář (1868–1958), profesor mostního stavitelství a rektor ČVUT

- Emanuel Vašák (1818-1891)

- Josef Vašák (1808-1875)
- Josef Šulc (1907-1977), vícenásobný mistr republiky v maratónském běhu, československý rekordman a účastník Letních olympijských her v Berlíně v roce 1936
- Zdeněk Mareš (1932-2007),
- Jan Křivka (1920-2013), viceprazident FIM, někdejší šéfkonstruktér sportovních a závodních motocyklů JAWA